# Remulopygus javanicus
Remulopygus javanicus är en mångfotingart som först beskrevs av Brandt 1841.  Remulopygus javanicus ingår i släktet Remulopygus och familjen Harpagophoridae. Inga underarter finns listade i Catalogue of Life.